# Iar 330 Poliție
IAR 330 Poliție 
Este un elicopter de transport produs de IAR Brașov sunt 3 pentru poliție si SRI sunt dislocate la Băneasa, București si nr. de bord sunt 108,109,110. Au fost modificate si Modernizate in 2018